# Scutogona ferrolensis
Scutogona ferrolensis es una especie de miriápodo cordeumátido de la familia Anthroleucosomatidae endémica de Galicia (España).